# Margarida d'Àustria (arxiduquessa)
Margarida d'Àustria   (Wiener Neustadt, 25 de gener de 1567 - Madrid, 5 de juliol de 1633) va ser una religiosa austríaca, arxiduquessa d'Àustria.
Va ser filla de l'emperador Maximilià II i de Maria d'Àustria. El 1585 va rebutjar casar-se amb el seu oncle Felip II de Castella. germà de la seva mare, va convertir-se en religiosa i va ingressar al convent de Las Descalzas Reales de Madrid, amb el nom de sor Margarida de la Creu.
Va tenir certa influència sobre Felip III i Felip IV de Castella. És coneguda pel retrat que li va fer el pintor Peter Paul Rubens i per una biografia escrita per Juan de La Palma (1636).